# Sickla kaj

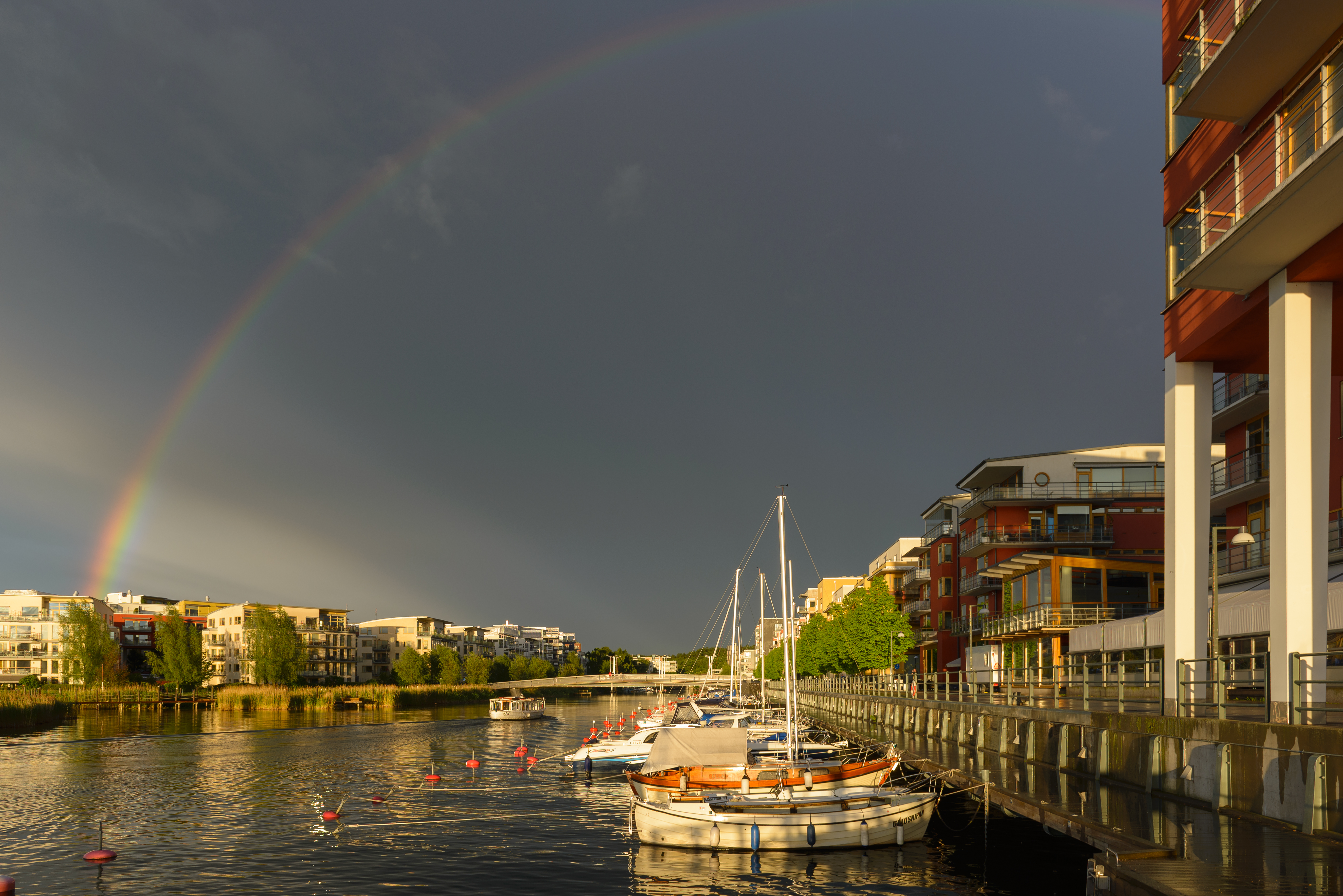
Sickla kaj sett från Lumabryggan.

Sickla kaj är en kaj och hamn vid den södra sidan av Hammarby sjö i stadsdelen Södra Hammarbyhamnen i Stockholm.
Kajen sträcker sig från kvarteret Luma vid Kölnagatan bort till Sickla sluss och Hammarby fabriksväg. Området var tidigare en del av Hammarby industriområde och var nästan helt inhägnat, men sedan några år är industrierna borta och det finns numera bostäder längs kajen. Numera är det bara fritidsbåtar som syns här.
Vid Kölnagatan ligger Lumabryggan med färjetrafik till Barnängsbryggan på Södermalm.
Vid Lugnets allé en bit ifrån har Tvärbanan en hållplats med namnet "Sickla kaj". Avståndet till station Alvik är 10,4 kilometer.